# Thomas Grumke
Thomas Grumke (* 1970) ist ein deutscher Politikwissenschaftler, Extremismusforscher und ehemaliger Verfassungsschutz-Mitarbeiter.

## Biografie
Grumke studierte Politik- und Literaturwissenschaft in Osnabrück, Ottawa, New York, Berlin und Frankfurt/Oder. Er wurde 1999 an der Europa-Universität Frankfurt (Oder) mit seiner Arbeit Rechtsextremismus in den USA promoviert.
In Berlin war Grumke Lehrbeauftragter am John-F.-Kennedy-Institut für Nordamerikastudien der FU Berlin. Er arbeitete außerdem beim Zentrum Demokratische Kultur, wo er zusammen mit dem Gründer und Leiter Bernd Wagner 2002 das Handbuch Rechtsradikalismus herausgab.
Von 2004 bis 2012 war er wissenschaftlicher Referent in der Abteilung Verfassungsschutz im Innenministerium Nordrhein-Westfalen und Lehrbeauftragter für das Fach Politikwissenschaft an der Heinrich-Heine-Universität Düsseldorf. In dem Kontext hat Grumke alle drei Ausgaben der Comic-Serie Andi (Zeichner Peter Schaaff) des Verfassungsschutzes NRW betreut.
Seit dem 1. September 2012 ist Grumke Professor für Politikwissenschaft und Soziologie an der Hochschule für Polizei und öffentliche Verwaltung Nordrhein-Westfalen.
Er publiziert auch Bücher für die Friedrich-Ebert-Stiftung im Themenbereich Rechtsextremismus.

## Werke
- Rechtsextremismus in den USA. Leske + Budrich, Opladen 2001, ISBN 3-8100-2868-1. (Zugl.: Frankfurt (Oder), Europa-Univ., Diss., 1999)
- Thomas Grumke, Bernd Wagner (Hrsg.): Handbuch Rechtsradikalismus: Personen – Organisationen – Netzwerke. Vom Neonazismus bis in die Mitte der Gesellschaft. Leske + Budrich, Opladen 2002, ISBN 3-8100-3399-5.
- Thomas Grumke, Andreas Klärner: Rechtsextremismus, die soziale Frage und Globalisierungskritik – eine vergleichende Studie zu Deutschland und Großbritannien seit 1990. Friedrich-Ebert-Stiftung, Forum Berlin, Berlin 2006, ISBN 3-89892-503-X. (Abrufbar als PDF-Datei)
- Thomas Grumke, Thomas Greven (Hrsg.): Globalisierter Rechtsextremismus? Die extremistische Rechte in der Ära der Globalisierung. VS, Verlag für Sozialwiss., Wiesbaden 2006, ISBN 3-531-14514-2.
- Rechtsextremismus in Deutschland. Begriff – Ideologie – Struktur. In: Stefan Glaser, Thomas Pfeiffer (Hrsg.): Erlebniswelt Rechtsextremismus. Menschenverachtung mit Unterhaltungswert. Wochenschau-Verlag, Schwalbach/Ts. 2007, S. 19–35.
- Der ‘hysterische NPD-Tsunami’. Die NPD in Nordrhein-Westfalen und Sachsen im Vergleich. In: Armin Pfahl-Traughber, Monika Rose-Stahl (Hrsg.): Festschrift zum 25-jährigen Bestehen der Schule für Verfassungsschutz und für Andreas Hübsch. FH des Bundes für öffentliche Verwaltung, Brühl 2007, S. 128–142.
- Sammelrezension. Rechtsextremismus in Deutschland und Europa. In: Uwe Backes, Eckhard Jesse (Hrsg.): Jahrbuch Extremismus & Demokratie. Nomos, Baden-Baden 2008, S. 325–336.
- Die rechtsextremistische Bewegung. In: Roland Roth, Dieter Rucht (Hrsg.): Die Sozialen Bewegungen in Deutschland seit 1945. Ein Handbuch. Campus Verlag, Frankfurt am Main 2008, S. 475–492.
- Thomas Grumke, Armin Pfahl-Traughber (Hrsg.): Offener Demokratieschutz in einer offenen Gesellschaft. Öffentlichkeitsarbeit und Prävention als Instrumente des Verfassungsschutzes. Barbara Budrich-Verlag, Opladen 2010, ISBN 978-3-86649-297-4.
- Sozialismus ist braun. Kampagnenthemen als strategisches Instrument des Rechtsextremismus. In: Wolfgang Benz, Thomas Pfeiffer (Hrsg.): „Wir oder Scharia“? Islamfeindschaft als Kampagnenthema im Rechtsextremismus. Wochenschau-Verlag, Schwalbach/Ts. 2011, ISBN 978-3-89974-672-3.
- Rechtsextremismus und Rechtspopulismus als Herausforderung für die Demokratie. In: Tobias Mörschel, Christian Krell (Hrsg.): Demokratie in Deutschland. Zustand – Herausforderungen – Perspektiven. VS-Verlag, Wiesbaden 2012, ISBN 978-3-531-18582-8, S. 363–388.
- Globalized Anti-Globalists – The Ideological Basis of the Internationalization of Right-Wing Extremism. In: Uwe Backes, Patrick Moreau (Hrsg.): The Extreme Right in Europe. Vandenhoeck & Ruprecht, Göttingen 2012, ISBN 978-3-525-36922-7, S. 323–333.
- Globalisierte Antiglobalisten. Wie vernetzen sich Rechtsextremisten international und warum? In: vorgänge. Heft 1/2012, Nr. 197, S. 60–67.
- Rechtsextremismus in Deutschland. Begriff – Ideologie – Struktur. In: Stefan Glaser, Thomas Pfeiffer (Hrsg.): Erlebniswelt Rechtsextremismus. Menschenverachtung mit Unterhaltungswert. 3., überarbeitete und ergänzte Auflage. Wochenschau-Verlag, Schwalbach/Ts. 2012, ISBN 978-3-89974-834-5, S. 23–43.
- Globalized Anti-Globalists - The Ideological Basis of the Internationalization of Right-Wing Extremism. In: Sabine v. Mering, Timothy Wyman McCarthy (Hrsg.): Right-Wing Radicalism Today. Perspectives from Europe and the US. Routledge, London/ New York 2013, S. 13–21.
- Prozesse und Strukturen der Verfassungsschutzämter nach dem NSU. In: W. Frindte, D. Geschke, N. Haußecker, F. Schmidtke (Hrsg.): Rechtsextremismus und „Nationalsozialistischer Untergrund“. Interdisziplinäre Debatten, Befunde und Bilanzen. VS-Verlag, Wiesbaden 2015, S. 259–276.
- mit Rudolf van Hüllen: Der Verfassungsschutz. Grundlagen, Gegenwart, Perspektiven. Verlag Barbara Budrich, Opladen 2016, ISBN 978-3-8474-0694-5. (2. Aufl. 2019; ISBN 978-3-8474-2280-8).
- Politischer Extremismus und Terrorismus. In: Bernhard Frevel/Vanessa Salzmann (Hrsg.): Polizei in Staat und Gesellschaft. Politikwissenschaftliche und soziologische Grundzüge, Verlag dt. Polizeiliteratur, Hilden, 2019 (2., überarbeitete Aufl.), S. 53–72.
- Extremismus. In: Thorben Winter (Hrsg.), Staat und Gesellschaft. Soziologische und politologische Grundlagen öffentlicher Verwaltung, Verlag für Verwaltungswissenschaft, Frankfurt/Main, 2021, ISBN 978-3-949353-06-2, S. 368–395.
- Demokratie als Nebenfach? Politikwissenschaft. In: Trappe, Tobias/Wächterowitz, Heike (Hrsg.), Studiengang Polizeivollzugsdienst NRW – eine Orientierung, Verlag Deutsche Polizeiliteratur, Hilden, 2021, ISBN 3801109046, S. 55–58.
- mit Britta Schellenberg: Rechtsextremismus, Rassismus und Hasskriminalität als Themen in der polizeilichen Aus- und Fortbildung. In: Forum Politische Bildung und Polizei, Heft 2/2021, S. 26–35.
- Das ‚Innenmysterium‘ revisited: was bedeutet Verfassungsschutz heute? In: Tanjev Schultz (Hrsg.), NSU. Zehn Jahre danach und kein Schlussstrich, Kohlhammer, Stuttgart, 2021, S. 94–106.
- Die Rolle der Nachrichtendienste in der Terrorismusabwehr. In: Rothenberger/Krause/Jost/Frankenthal (Hrsg.), Terrorismusforschung. Interdisziplinäres Handbuch für Wissenschaft und Praxis, Nomos, Baden-Baden, 2022, S. 677–689.